# Люксембург у Європейському Союзі
Відносини між Великим Герцогством Люксембург і Європейським Союзом — це вертикальні відносини, що включають наднаціональну організацію та одну з її держав-членів.